# Jacob Torres i Farrés
Jacob Torres i Farrés (Piera, Anoia, 1973) és un actor català de teatre, cinema i televisió format al Col·legi del Teatre i a l'Institut del Teatre de Barcelona.
És conegut principalment pels seus papers en sèries com La memòria dels Cargols, El cor de la ciutat, Ventdelplà, Infidels, Kubala, Moreno i Manchón, Benvinguts a la família o Merlí: Sapere aude, tot i que també ha actuat en pel·lícules com Salvador (Puig Antich), La maniobra de Heimlich, L'assaig o Al costat de casa, en els telefilms El Cafè de la Marina, Cervantes contra Lope, Laia, Cecilia y el Ecce Homo i en el documental Barcelona, abans que el temps ho esborri.
En teatre, ha actuat representant obres de Bertolt Brecht, William Shakespeare, Àngel Guimerà, Harold Pinter, Lev Tolstoi, Daniela Feixas, Helena Tornero, Bernard-Marie Koltès o Martin McDonagh, entre d'altres, i el 2003 va dirigir l'obra L'últim cigarro.

## Filmografia
La seva filmografia principal està conformada pels següents títols:
| - 1999: La memòria dels Cargols (sèrie de televisió) - 2000-2001: El cor de la ciutat (sèrie de televisió) - 2001: Jet Lag (sèrie de televisió) - 2003: Carta mortal (telefilm) - 2003: Setze dobles (sèrie de televisió) - 2005: Ventdelplà (sèrie de televisió) - 2006: Salvador (Puig Antich) (pel·lícula) - 2009: Infidels (sèrie de televisió) - 2010: Barcelona, abans que el temps ho esborri (documental) - 2011: Kubala, Moreno i Manchón (sèrie de televisió) - 2014: El Cafè de la Marina (telefilm) - 2014: La maniobra de Heimlich (pel·lícula) | - 2015: The Horror Network Vol. 1; segment "Merry Little Christmas" (pel·lícula) - 2015: L'assaig (pel·lícula) - 2016: Cervantes contra Lope (telefilm) - 2016: Laia (telefilm) - 2016: Al costat de casa (Cerca de tu casa) (pel·lícula) - 2016: Cecilia y el Ecce Homo (telefilm) - 2019: Toy Boy (sèrie de televisió) - 2019: Vida perfecta (sèrie de televisió) - 2019: Benvinguts a la família (sèrie de televisió) - 2020: Paratiisi (sèrie de televisió) - 2021: Merlí: Sapere aude (sèrie de televisió) - 2022: La niña de la comunión (pel·lícula) - 2023: "Com si fos ahir" (sèrie de televisió) |

## Teatre
Entre les seves obres de teatre hi ha:
- temporada 1994/1995: L'enemic de classe, dirigida per Josep Maria Mestres[4]
- 1999: La reina de la bellesa de Leenane, de Martin McDonagh i dirigida per Mario Gas, a la La Villarroel (Barcelona).[9] L'obra va guanyar el Premi Max al millor espectacle teatral.[10]
- 2008: El cercle de guix caucasià, de Bertolt Brecht, al Teatre Nacional de Catalunya (Barcelona)[1]
- 2008: Només sexe, al Versus Teatre (Barcelona)[1]
- 2009: Vides privades, de Noël Coward i dirigida per Jordi Prat, estrenada al Festival Temporada Alta de Girona[2][11]
- 2012: Litus, escrita i dirigida per Marta Buchaca, a la Sala Flyhard (Barcelona)[12]
- 2013: Àlies Gospodin, de Philipp Löhle i dirigida per Moisès Maicas, a la Sala Beckett[13]
- 2014: Gairebé, de Carles Algué[14]
- 2014: Un aire de família, al Teatre Romea (Barcelona)[14]
- 2014: L'encarregat, de Harold Pinter i dirigida per Xicu Masó, al Teatre Lliure (Barcelona)[4]
- 2015: Animals de companyia, d'Estel Solé, al Club Capitol (Barcelona)[15]
- 2016: Lehman Trilogy, d'Stefano Massini i dirigida per Roberto Romei; estrenada al Festival Grec de Barcelona[5][16]
- 2016: El cors purs, amb text original de Joseph Kessel i dirigida per Oriol Broggi, al Teatre Romea (Barcelona)[17]
- 2016: Falstaff, amb text de William Shakespeare i dirigida per Konrad Zschiedrich, al Teatre Akadèmia (Barcelona)[18]
- 2018: Moby Dick, al Teatre Goya (Barcelona), amb text original de Herman Melville i dirigida per Andrés Lima[19]
- 2019: La Rambla de les Floristes, de Josep Maria de Sagarra i dirigida per Jordi Prat, al Teatre Nacional de Catalunya[20]
- 2020: Els porcs també mengen verd, escrita i dirigida per Andreu Rifé, al Teatre Tantarantana (Barcelona).[21]
- 2022: El parc de les magnòlies, de Mercè Rodoreda i dirigida per Jordi Prat (semi-escenificació)[22]